# Salix exilifolia
Salix exilifolia är en videväxtart som beskrevs av R.D. Dorn. Salix exilifolia ingår i släktet viden, och familjen videväxter. Inga underarter finns listade i Catalogue of Life.